# Bouillargues
Bouillargues est une commune française située dans le sud-est du département du Gard, en région Occitanie, entre les montagnes des Cévennes et la Camargue.
Exposée à un climat méditerranéen, elle est drainée par le Vieux Vistre, le Buffalon. La commune possède un patrimoine naturel remarquable : un site Natura 2000 (les « costières nîmoises »), un espace protégé (les « Costières de Nimes ») et une zone naturelle d'intérêt écologique, faunistique et floristique.
Bouillargues est une commune urbaine qui compte 6 119 habitants en 2022, après avoir connu une forte hausse de la population depuis 1962. Elle est dans l'unité urbaine de Bouillargues et fait partie de l'aire d'attraction de Nîmes. Ses habitants sont appelés les Bouillarguais ou  Bouillarguaises.

## Géographie

### Localisation
Les communes de Caissargues, Garons, Manduel, Rodilhan et Nîmes sont limitrophes de la commune de Bouillargues.

### Communes limitrophes
Les communes limitrophes sont  Bellegarde, Caissargues, Garons, Manduel, Nîmes et Rodilhan.
| Nîmes       | Rodilhan     | Rodilhan          |
| Caissargues | Bouillargues | Manduel           |
| Caissargues | Garons       | Garons Bellegarde |

### Géologie et relief
La commune se compose de 236,67 hectares de territoires artificialisés (14,84 %), 1 336,01 hectares de territoires agricoles (83,76 %) et 22,63 hectares de forêts et milieux semi-naturels (1,42 %).

### Hydrographie et les eaux souterraines
- Captages prioritaires de Bouillargues du Schéma directeur d'aménagement et de gestion des eaux (SDAGE 2022-2027).
- Communauté d’Agglomération de Nîmes Métropole. Dossier d’Enquête Publique Environnementale
- Vistre (Rivière). Le Vistre traverse dix-sept communes dans le département du Gard.

### Climat
Pour des articles plus généraux, voir Climat de l'Occitanie et Climat du Gard.
En 2010, le climat de la commune est de type climat méditerranéen franc, selon une étude s'appuyant sur une série de données couvrant la période 1971-2000. En 2020, Météo-France publie une typologie des climats de la France métropolitaine dans laquelle la commune est exposée à un climat méditerranéen et est dans la région climatique Provence, Languedoc-Roussillon, caractérisée par une pluviométrie faible en été, un très bon ensoleillement (2 600 h/an), un été chaud (21,5 °C), un air très sec en été, sec en toutes saisons, des vents forts (fréquence de 40 à 50 % de vents > 5 m/s) et peu de brouillards.
Pour la période 1971-2000, la température annuelle moyenne est de 14,4 °C, avec  une amplitude thermique annuelle de 17,9 °C. Le cumul annuel moyen de précipitations est de 721 mm, avec 6,1 jours de précipitations en janvier et 2,7 jours en juillet. Pour la période 1991-2020, la température moyenne annuelle observée sur la station météorologique la plus proche, située sur la commune de Nîmes à 7 km à vol d'oiseau, est de 15,6 °C et le cumul annuel moyen de précipitations est de 734,4 mm,. Pour l'avenir, les paramètres climatiques de la commune estimés pour 2050 selon différents scénarios d’émission de gaz à effet de serre sont consultables sur un site dédié publié par Météo-France en novembre 2022.

### Voies de communication et transports

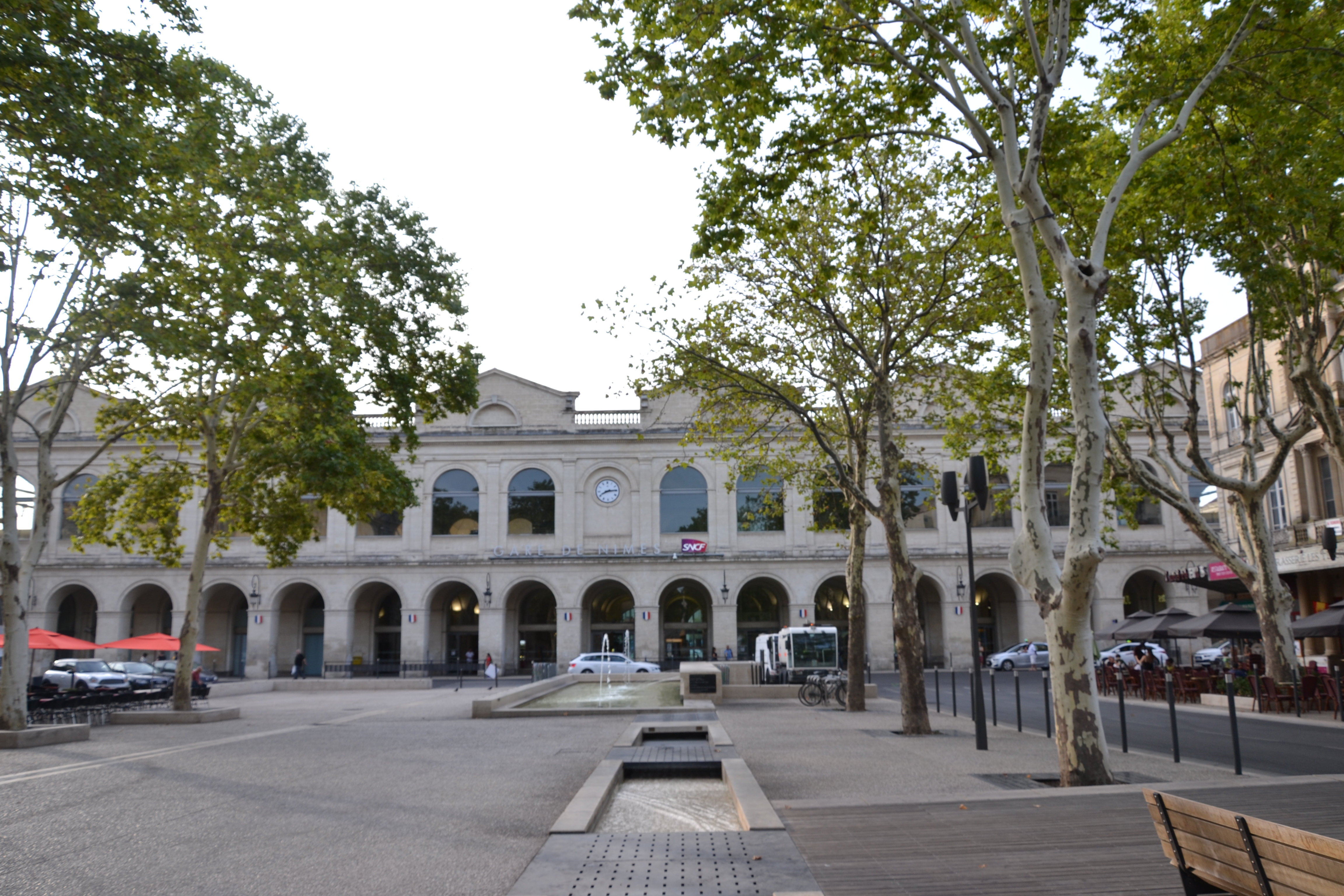
Gare de Nîmes.

#### Axes ferroviaires
- Gare de Nîmes.
- Gare de Saint-Césaire.
- Gare de Milhaud.
- Gare de Générac.

#### Axes routiers
- A54 (relie Nîmes à Salon-de-Provence). Échangeurs Nîmes.
- A9, dite La Languedocienne. Échangeurs Nîmes, Remoulins.

#### Transports en commun
Plusieurs lignes de bus desservent la ville de Bouillargues :

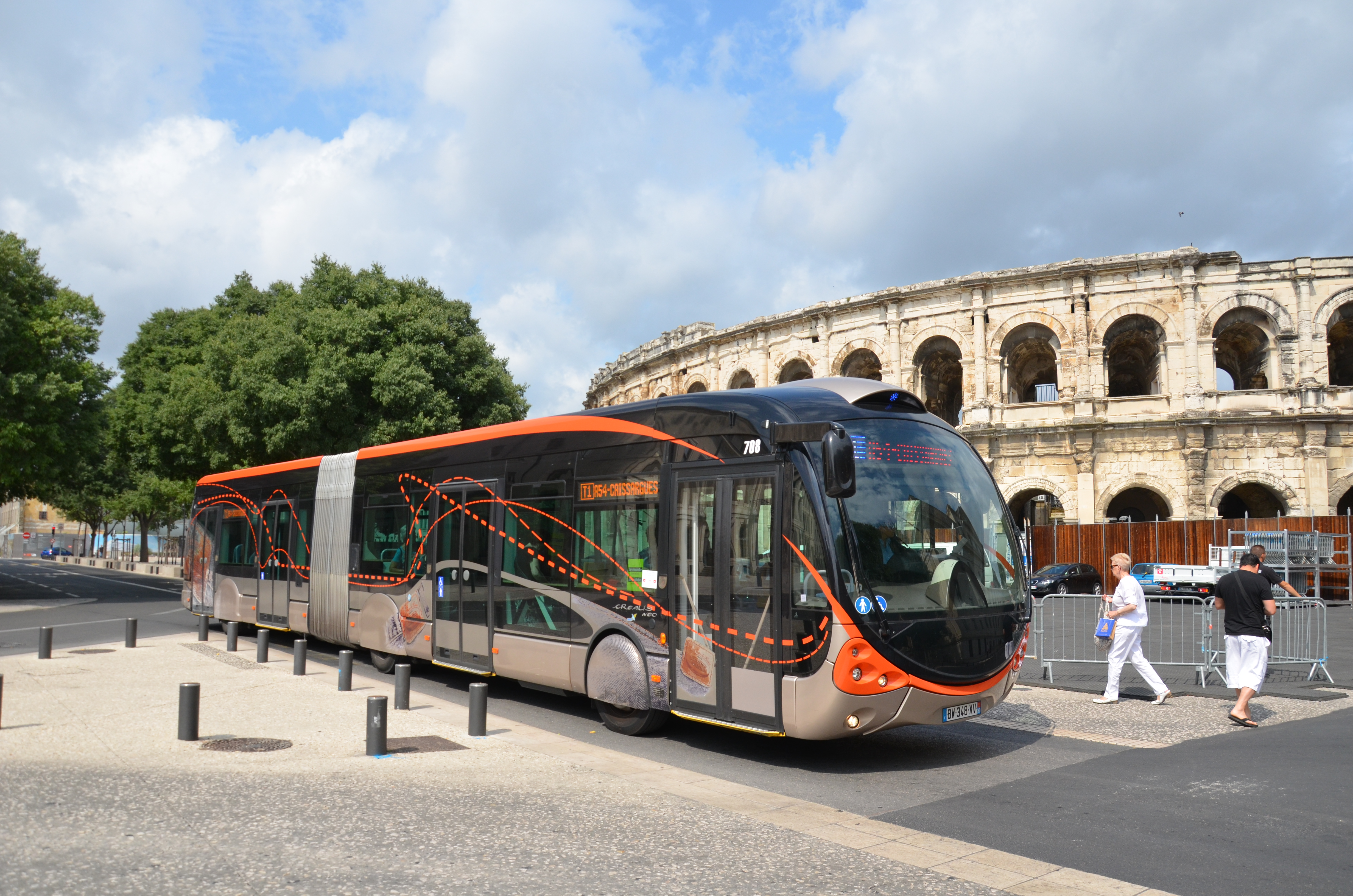
Neo 18 n°708 de la ligne T1 du réseau TANGO, devant les Arènes de Nîmes.

##### Lignes du réseauTangobus
- Ligne 9  Route d'Alès ↔ Route D'Arles/Bouillargues
- Ligne T214 Bouillargues ↔ Lycée Philippe Lamour (Nîmes)
- Ligne T216 Garons ↔ Collège Les Fontaines (Bouillargues)
- Ligne T217 Caissargues ↔ Collège Les Fontaines (Bouillargues)

##### Ligne du réseau régionalliO
- Ligne 130 Nîmes ↔ Arles

### Milieux naturels et biodiversité

#### Espaces protégés
La protection réglementaire est le mode d’intervention le plus fort pour préserver des espaces naturels remarquables et leur biodiversité associée,.
Un  espace protégé est présent sur la commune : 
les « Costières de Nimes », un terrain acquis (ou assimilé) par un conservatoire d'espaces naturels, d'une superficie de 2 027 ha.

#### Réseau Natura 2000

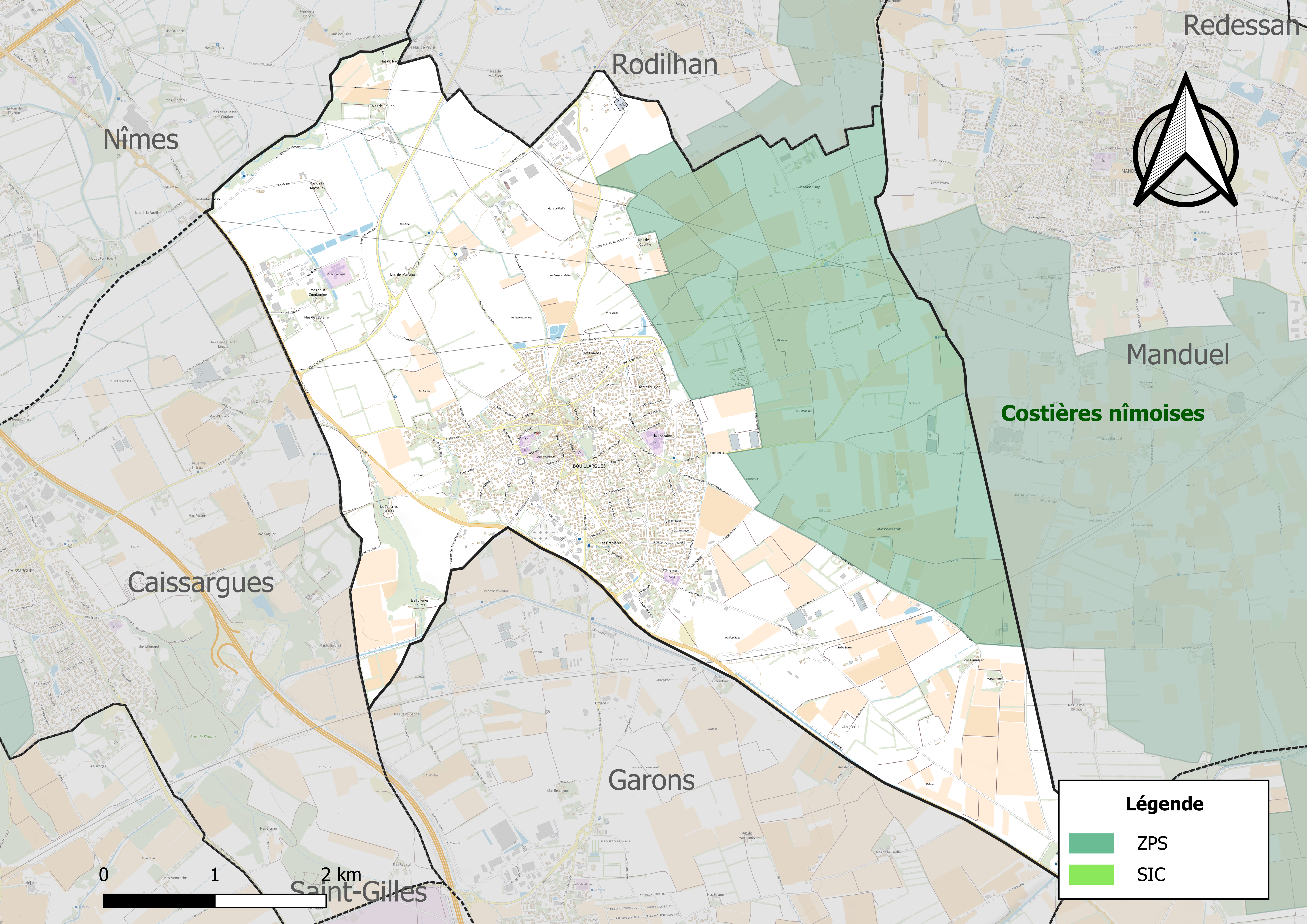
Sites Natura 2000 sur le territoire communal.

Le réseau Natura 2000 est un réseau écologique européen de sites naturels d'intérêt écologique élaboré à partir des directives habitats et oiseaux, constitué de zones spéciales de conservation (ZSC) et de zones de protection spéciale (ZPS).
Un site Natura 2000 a été défini sur la commune au titre  de la directive oiseaux : les « costières nîmoises », d'une superficie de 13 479 ha, qui accueillait, en 2004, 300 mâles chanteurs, soit 60% des mâles reproducteurs de la région et près du quart des mâles reproducteurs en France.

#### Zones naturelles d'intérêt écologique, faunistique et floristique

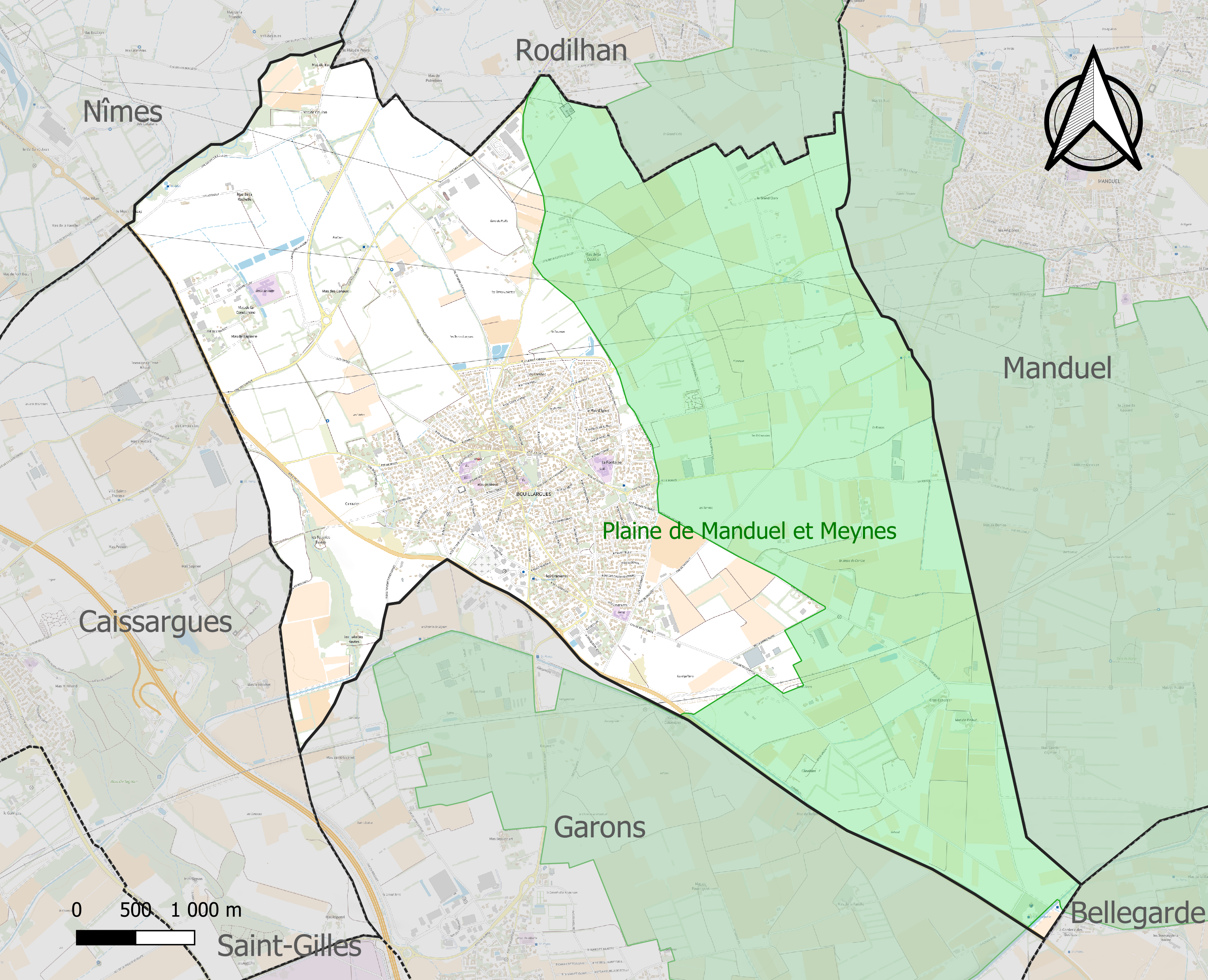
Carte de la ZNIEFF de type 1 localisée sur la commune.

L’inventaire des zones naturelles d'intérêt écologique, faunistique et floristique (ZNIEFF) a pour objectif de réaliser une couverture des zones les plus intéressantes sur le plan écologique, essentiellement dans la perspective d’améliorer la connaissance du patrimoine naturel national et de fournir aux différents décideurs un outil d’aide à la prise en compte de l’environnement dans l’aménagement du territoire.
Une ZNIEFF de type 1 est recensée sur la commune :
la « plaine de Manduel et Meynes » (9 783 ha), couvrant 15 communes du département.

## Urbanisme

### Typologie
Au 1er janvier 2024, Bouillargues est catégorisée petite ville, selon la nouvelle grille communale de densité à sept niveaux définie par l'Insee en 2022.
Elle appartient à l'unité urbaine de Bouillargues, une unité urbaine monocommunale constituant une ville isolée,. Par ailleurs la commune fait partie de l'aire d'attraction de Nîmes, dont elle est une commune de la couronne,. Cette aire, qui regroupe 92 communes, est catégorisée dans les aires de 200 000 à moins de 700 000 habitants,.

### Occupation des sols
L'occupation des sols de la commune, telle qu'elle ressort de la base de données européenne d’occupation biophysique des sols Corine Land Cover (CLC), est marquée par l'importance des territoires agricoles (83,7 % en 2018), en diminution par rapport à 1990 (86,9 %). La répartition détaillée en 2018 est la suivante :
cultures permanentes (42,8 %), zones agricoles hétérogènes (30 %), zones urbanisées (14,4 %), terres arables (10,7 %), forêts (1,4 %), zones industrielles ou commerciales et réseaux de communication (0,5 %), prairies (0,1 %). L'évolution de l’occupation des sols de la commune et de ses infrastructures peut être observée sur les différentes représentations cartographiques du territoire : la carte de Cassini (XVIIIe siècle), la carte d'état-major (1820-1866) et les cartes ou photos aériennes de l'IGN pour la période actuelle (1950 à aujourd'hui).

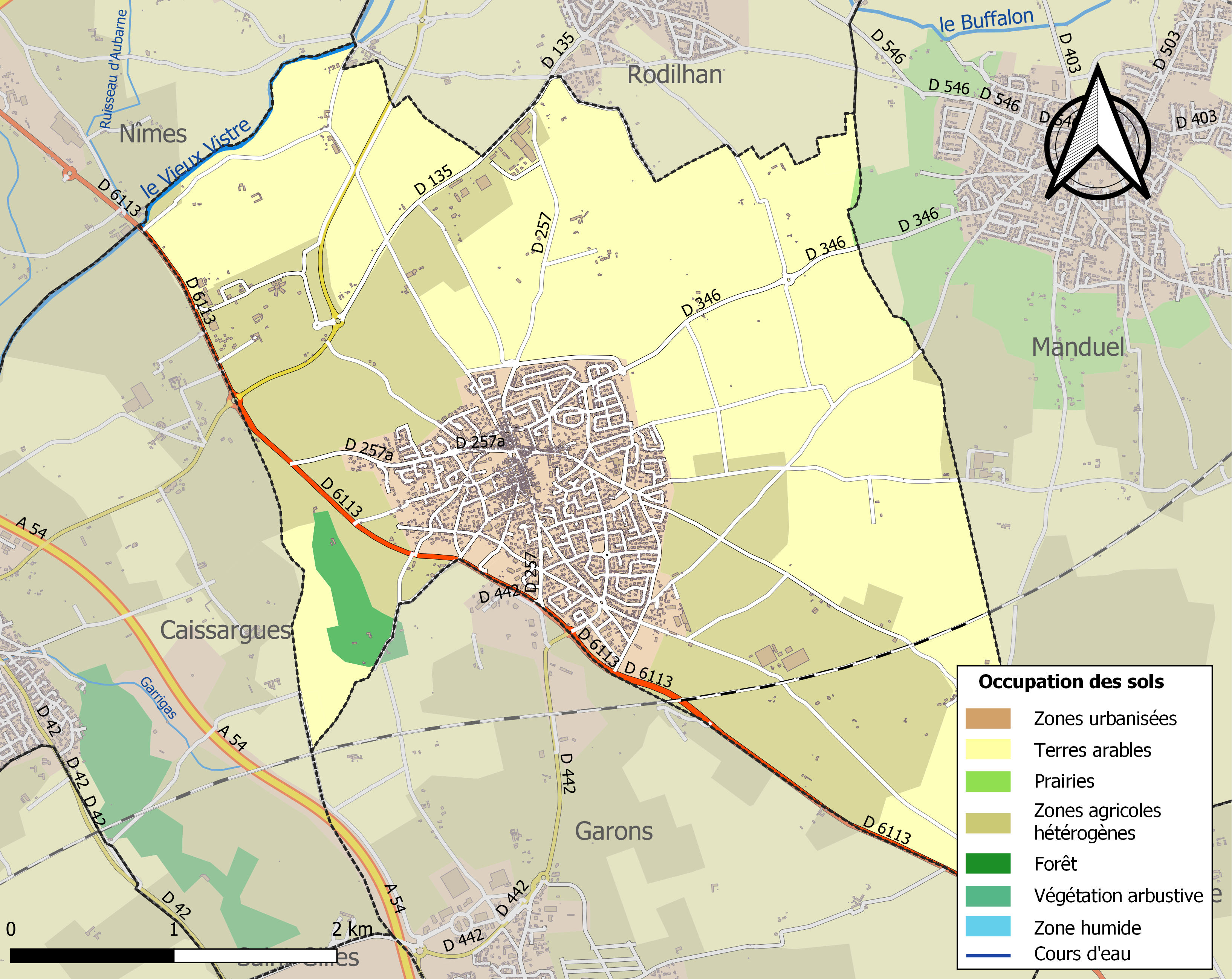
Carte des infrastructures et de l'occupation des sols de la commune en 2018 (CLC).

### Logement
L'habitat actuel à Bouillargues est essentiellement composé de résidences principales.
| Évolution de l'habitat entre 1968 et 2009 | Évolution de l'habitat entre 1968 et 2009 | Évolution de l'habitat entre 1968 et 2009 | Évolution de l'habitat entre 1968 et 2009 | Évolution de l'habitat entre 1968 et 2009 | Évolution de l'habitat entre 1968 et 2009 | Évolution de l'habitat entre 1968 et 2009 | Évolution de l'habitat entre 1968 et 2009 | Évolution de l'habitat entre 1968 et 2009 | Évolution de l'habitat entre 1968 et 2009 |
| Type de logement                          | 1968                                      | 1975                                      | 1982                                      | 1990                                      | 1999                                      | 2009                                      |                                           |                                           |                                           |
| ----------------------------------------- | ----------------------------------------- | ----------------------------------------- | ----------------------------------------- | ----------------------------------------- | ----------------------------------------- | ----------------------------------------- | ----------------------------------------- | ----------------------------------------- | ----------------------------------------- |
| Résidences principales                    | 542                                       | 821                                       | 1 137                                     | 1 486                                     | 1 906                                     | 2 335                                     |                                           |                                           |                                           |
| Résidences secondaires                    | 9                                         | 21                                        | 27                                        | 27                                        | 28                                        | 20                                        |                                           |                                           |                                           |
| Logements vacants                         | 65                                        | 88                                        | 42                                        | 36                                        | 88                                        | 97                                        |                                           |                                           |                                           |
| Total                                     | 616                                       | 930                                       | 1 206                                     | 1 549                                     | 2 022                                     | 2 452                                     |                                           |                                           |                                           |
| Sources des données : INSEE               |                                           |                                           |                                           |                                           |                                           |                                           |                                           |                                           |                                           |

### Risques majeurs
Le territoire de la commune de Bouillargues est vulnérable à différents aléas naturels : météorologiques (tempête, orage, neige, grand froid, canicule ou sécheresse), inondations, feux de forêts et séisme (sismicité faible). Il est également exposé à un risque technologique, le transport de matières dangereuses. Un site publié par le BRGM permet d'évaluer simplement et rapidement les risques d'un bien localisé soit par son adresse soit par le numéro de sa parcelle.

#### Risques naturels
La commune fait partie du territoire à risques importants d'inondation (TRI) de Nîmes, regroupant 20 communes soumises aux aléas de ruissellement pour la commune de Nîmes et de débordements de cours d’eau, notamment du Vistre, d'un de ses affluents, le Rhôny, et plus à la marge du Rhône, à l’aval, un des 31 TRI qui ont été arrêtés fin 2012 sur le bassin Rhône-Méditerranée. Les événements significatifs passés relatifs à la Vistre sont des crues rapides et violentes, qui causent d’importants dégâts, voire des pertes humaines (octobre 1988, septembre 2002, décembre 2003, septembre 2005 notamment). Concernant le Rhôny, les principales crues recensées à Codognan ont eu lieu en 1845, 1933, 1945, 1958, 1963, 1976, 1987 et en octobre 1988. Cette dernière est la plus importante et marquante pour la population nîmoise. Des cartes des surfaces inondables ont été établies pour trois scénarios : fréquent (crue de temps de retour de 10 ans à 30 ans), moyen (temps de retour de 100 ans à 300 ans) et extrême (temps de retour de l'ordre de 1 000 ans, qui met en défaut tout système de protection),. La commune a été reconnue en état de catastrophe naturelle au titre des dommages causés par les inondations et coulées de boue survenues en 1982, 1987, 1988, 1990, 1998, 2002, 2003, 2005 et 2021,.

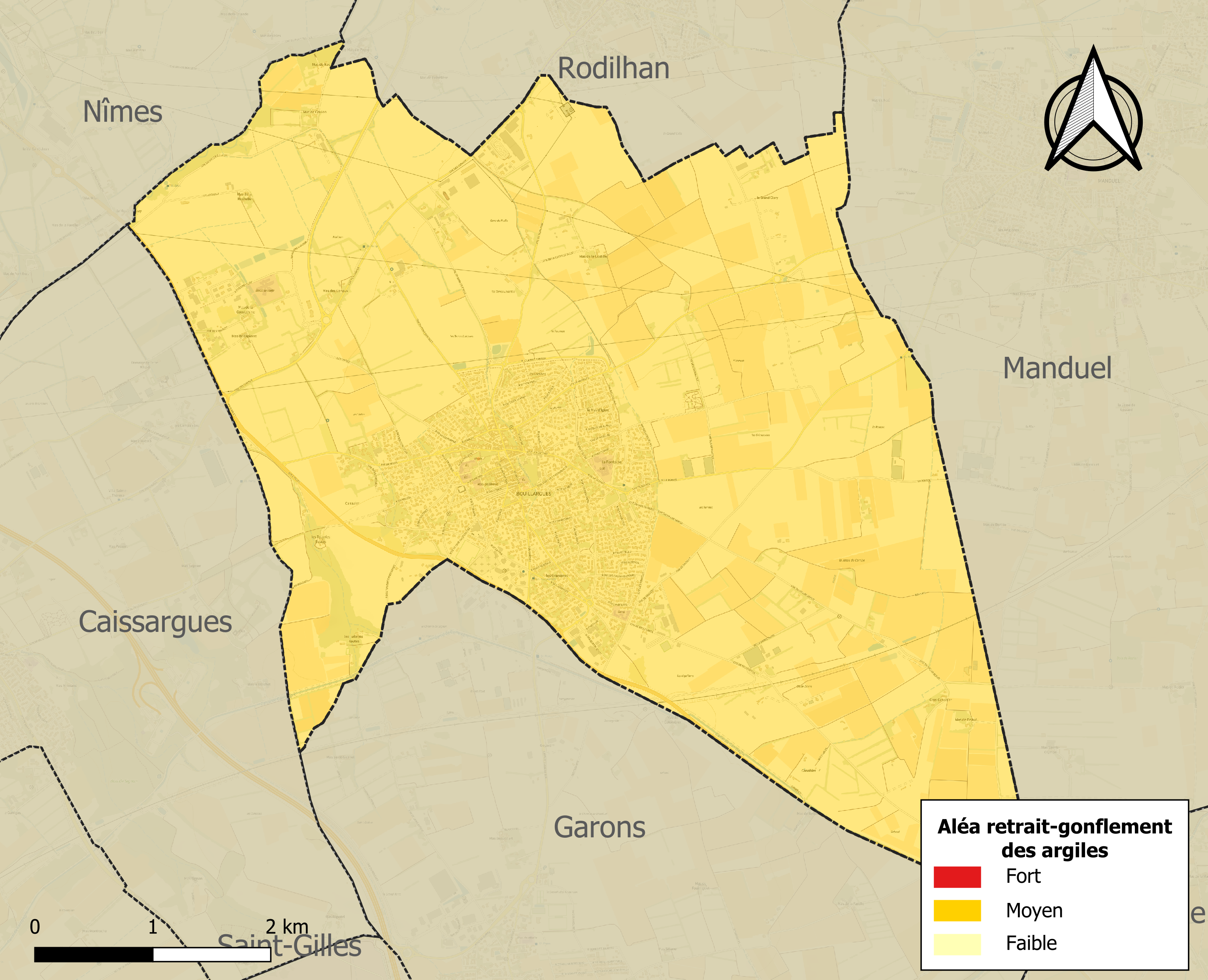
Carte des zones d'aléa retrait-gonflement des sols argileux de Bouillargues.

Le retrait-gonflement des sols argileux est susceptible d'engendrer des dommages importants aux bâtiments en cas d’alternance de périodes de sécheresse et de pluie. La totalité de la commune est en aléa moyen ou fort (67,5 % au niveau départemental et 48,5 % au niveau national). Sur les 2 301 bâtiments dénombrés sur la commune en 2019, 2301 sont en aléa moyen ou fort, soit 100 %, à comparer aux 90 % au niveau départemental et 54 % au niveau national. Une cartographie de l'exposition du territoire national au retrait gonflement des sols argileux est disponible sur le site du BRGM,.
Par ailleurs, afin de mieux appréhender le risque d’affaissement de terrain, l'inventaire national des cavités souterraines permet de localiser celles situées sur la commune.

#### Risques technologiques
Le risque de transport de matières dangereuses sur la commune est lié à sa traversée par des infrastructures routières ou ferroviaires importantes ou la présence d'une canalisation de transport d'hydrocarbures. Un accident se produisant sur de telles infrastructures est en effet susceptible d’avoir des effets graves au bâti ou aux personnes jusqu’à 350 m, selon la nature du matériau transporté. Des dispositions d’urbanisme peuvent être préconisées en conséquence.

## Toponymie
Le nom de la commune provient du nom d'homme gaulois Bullius et le suffixe -anicis, Bulianicus en 916.
Ses habitants s’appellent les Bouillarguais et Bouillarguaises.

### Moyen Âge

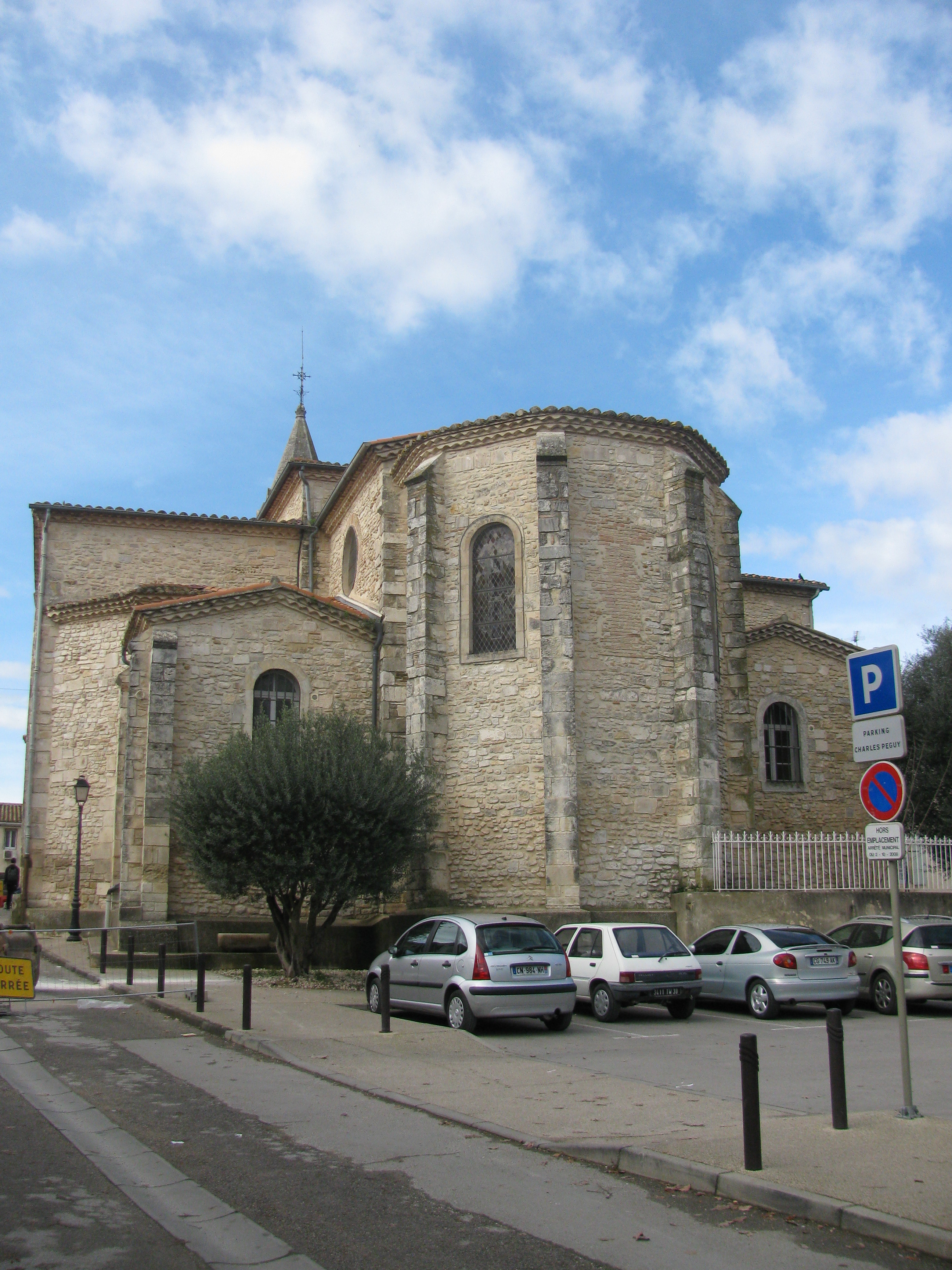
Abside pentagonale romane de l'église

## Histoire

### Renaissance et époque classique
Au XVIe siècle, Bouillargues, petit bourg au moment des guerres de Religion, changea plusieurs fois de mains. Le passage de nombreux prédicateurs venus de Genève atteste de la pénétration du calvinisme dans le village. Toutefois, la population catholique se souleva le 12 octobre 1572 pour prêter main-forte aux Nîmois. Pendant ces troubles, l’église fut très endommagée, mais reconstruite en 1654 au même moment, les huguenots, représentant la moitié de la population, bâtirent un temple, dont la démolition fut ordonnée le 22 décembre 1663.
Le 13 juillet 1757, Joseph de Louet, baron de Manduel, fut bailli à titre d’inféodation en arrière fief. La domination des seigneurs de Manduel passa ensuite à celle du juriste Massip de Bouillargues. La propriété rurale, apportée dans la corbeille par son mariage avec Catherine Mazaudier veuve de Daguilhemet, fut la plus importante du village.

### Révolution française et Empire
Le 15 mars 1790, Bouillargues fut érigée en commune par ordre du comité exécutif du directoire de Nîmes. Les hameaux de Garons, Caissargues et Rodilhan y furent annexés. La nouvelle commune était dirigée par une majorité de protestants. Le 9 novembre de la même année, l’Assemblée Nationale vota l’autonomie de la commune.

### Époque contemporaine

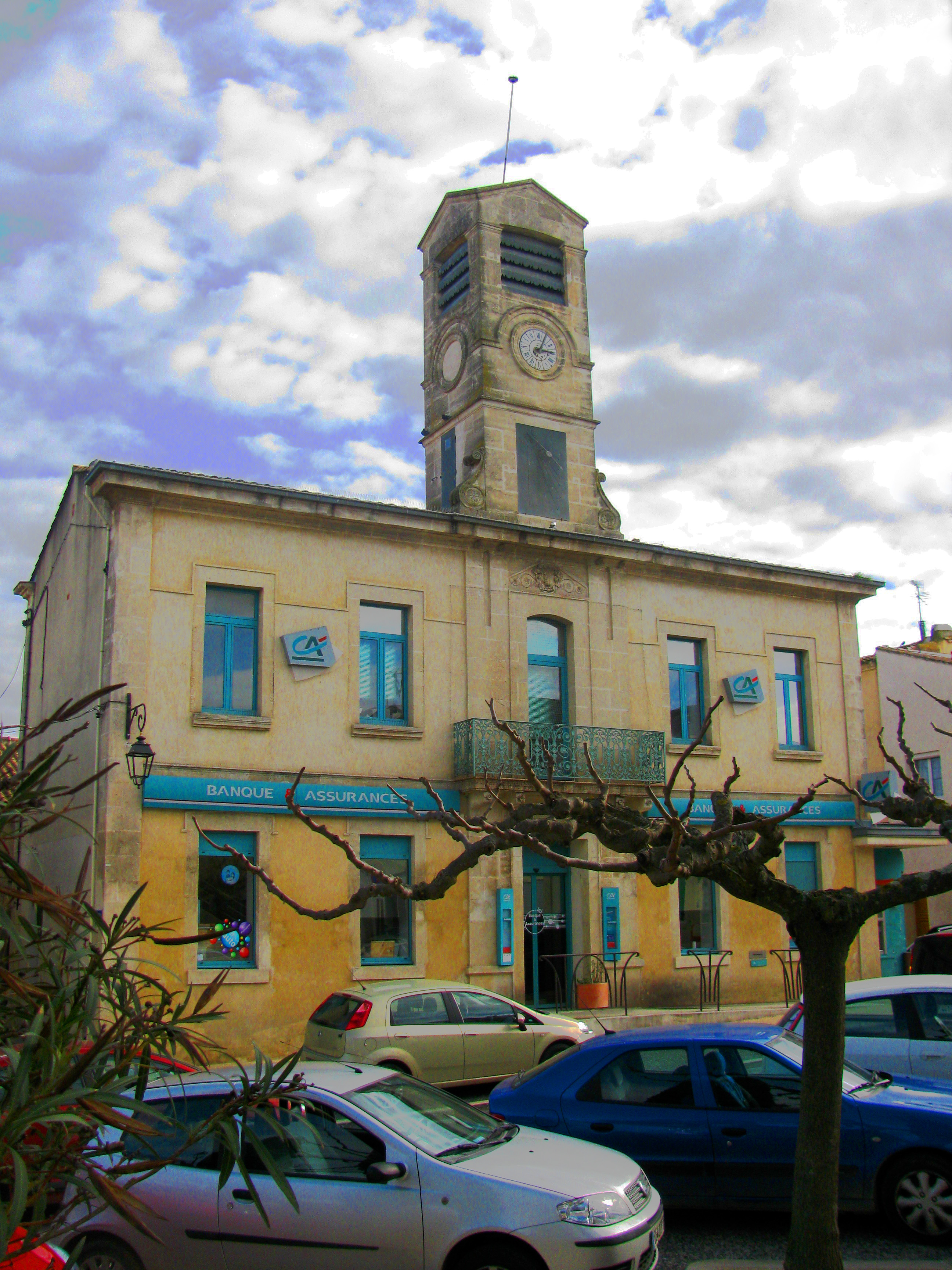
Ancienne mairie

Au début du XIXe siècle, Bouillargues était une commune essentiellement agricole, un des plus gros producteurs de céréales de la région, comptant également 7 troupeaux de brebis, 2 maréchaux-ferrants, 2 bourreliers, 1 charron. Les rues sont faites de terre battue, les rigoles, de galets, elle est une étape pendant la transhumance.
En 1836, le hameau de Garons, comptant 550 habitants, fut érigé en commune.
La commune peut s’enorgueillir d’avoir vu naître le 26 novembre 1842, Magdeleine Brès qui fut la première femme médecin de France en 1875.
Au XXe siècle, l’ancienne mairie devint le siège du crédit agricole et la nouvelle mairie fut érigée dans le parc du village.
En 1904, Caissargues, comptant 510 habitants, fut à son tour érigée en commune, puis ce fut le tour de Rodilhan avec ses 250 habitants, en 1962. Bouillargues compta alors 1250 habitants. La commune de Bouillargues est érigée en chef-lieu de canton en 1982, date de la création du Canton de La Vistrenque.

## Politique et administration

### Tendances politiques et résultats
| Candidats             | 1er tour | 2nd tour |
| --------------------- | -------- | -------- |
| Marine Le Pen         | 31,95%   | 53,35%   |
| Emmanuel Macron       | 25,08%   | 46,65%   |
| Jean-Luc Mélenchon    | 15,42%   |          |
| Eric Zemmour          | 10,85%   |          |
| Valérie Pecresse      | 4,29%    |          |
| Yannick Jadot         | 3,67%    |          |
| Jean Lassalle         | 2,89%    |          |
| Fabien Roussel        | 1,94%    |          |
| Nicolas Dupont-Aignan | 1,78%    |          |
| Anne Hidalgo          | 1,52%    |          |
| Philippe Poutou       | 0,34%    |          |
| Nathalie Arthaud      | 0,28%    |          |

### Liste des maires
| Période                                                       | Période  | Identité         | Étiquette    | Qualité                       |
| ------------------------------------------------------------- | -------- | ---------------- | ------------ | ----------------------------- |
| 1945                                                          | 1953     | Jules Castel     | DVG          |                               |
| 1953                                                          | 1959     | Étienne Velay    | DVD          |                               |
| 1959                                                          | 1962     | Jules Castel     | DVG          |                               |
| 1962                                                          | 1969     | Félix Sardin     | DVG          |                               |
| 1969                                                          | 1971     | Jean Benet       | DVG          |                               |
| 1971                                                          | 1977     | Jean Delord      | PS           |                               |
| 1977                                                          | 1983     | André Dupuis     | SE           |                               |
| 1983                                                          | 1995     | Jean Pietri      | DVD          |                               |
| 1995                                                          | 2008     | Georges Fourquet | PS           |                               |
| 2008                                                          | 2009     | Marc Dupuis      | DVD          | Décédé en cours de mandat     |
| 2009                                                          | En cours | Maurice Gaillard | DVD puis DVC | Profession libérale. Retraité |
| Source: Raconte-moi Bouillargues, Jean-François Aupetitgendre |          |                  |              |                               |

### Budget et fiscalité 2023

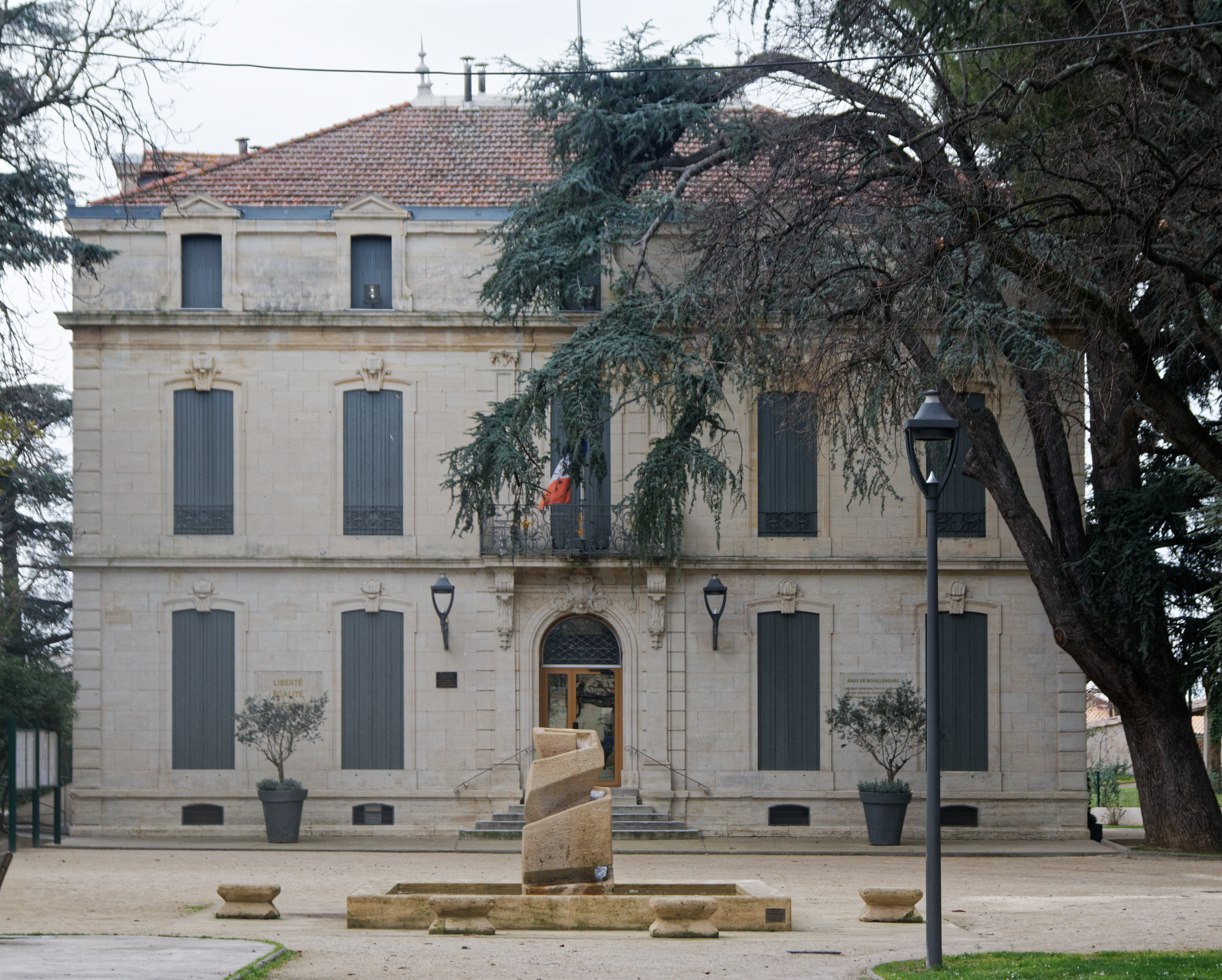
La mairie.

En 2023, le budget de la commune était constitué ainsi :
- total des produits de fonctionnement : 6 654 000 €, soit 1 044 € par habitant ;
- total des charges de fonctionnement : 4 770 000 €, soit 748 € par habitant ;
- total des ressources d'investissement : 3 288 000 €, soit 516 € par habitant ;
- total des emplois d'investissement : 2 231 000 €, soit 350 € par habitant ;
- endettement : 3 465 000 €, soit 544 € par habitant.

Avec les taux de fiscalité suivants :
- taxe d'habitation : 14,87 % ;
- taxe foncière sur les propriétés bâties : 46,41 % ;
- taxe foncière sur les propriétés non bâties : 54,87 % ;
- taxe additionnelle à la taxe foncière sur les propriétés non bâties : 0,00 % ;
- cotisation foncière des entreprises : 0,00 %.

### Intercommunalité
La commune fait partie de la communauté d'agglomération Nîmes Métropole (CANIM), dont le siège se trouve à Nîmes.

### Canton
Bouillargues est le chef-lieu du canton de La Vistrenque. Le canton dépend de l'arrondissement de Nîmes et de la première circonscription du Gard.

### Conseil Municipal
Archives Lou Bouïarguie

### Jumelages
La ville de Bouillargues est jumelée avec la ville italienne Guarene.
- Tataouine (Tunisie)

| Bouillargues Guarene |

## Population et société

### Démographie

#### Évolution démographique
L'évolution du nombre d'habitants est connue à travers les recensements de la population effectués dans la commune depuis 1793. Pour les communes de moins de 10 000 habitants, une enquête de recensement portant sur toute la population est réalisée tous les cinq ans, les populations de référence des années intermédiaires étant quant à elles estimées par interpolation ou extrapolation. Pour la commune, le premier recensement exhaustif entrant dans le cadre du nouveau dispositif a été réalisé en 2005.

En 2022, la commune comptait 6 119 habitants, en évolution de −3,46 % par rapport à 2016 (Gard : +2,97 %, France hors Mayotte : +2,11 %).
| 1793  | 1800  | 1806  | 1821  | 1831  | 1836  | 1841  | 1846  | 1851  |
| ----- | ----- | ----- | ----- | ----- | ----- | ----- | ----- | ----- |
| 1 840 | 2 084 | 2 402 | 2 414 | 2 695 | 2 504 | 2 305 | 2 496 | 2 623 |

| 1856  | 1861  | 1866  | 1872  | 1876  | 1881  | 1886  | 1891  | 1896  |
| ----- | ----- | ----- | ----- | ----- | ----- | ----- | ----- | ----- |
| 2 797 | 2 818 | 2 856 | 2 881 | 2 885 | 2 428 | 2 426 | 2 415 | 2 391 |

| 1901  | 1906  | 1911  | 1921  | 1926  | 1931  | 1936  | 1946  | 1954  |
| ----- | ----- | ----- | ----- | ----- | ----- | ----- | ----- | ----- |
| 2 372 | 1 806 | 1 629 | 1 403 | 1 527 | 1 554 | 1 547 | 1 418 | 1 608 |

| 1962  | 1968  | 1975  | 1982  | 1990  | 1999  | 2005  | 2006  | 2010  |
| ----- | ----- | ----- | ----- | ----- | ----- | ----- | ----- | ----- |
| 1 520 | 1 935 | 2 853 | 3 720 | 4 336 | 5 253 | 5 354 | 5 418 | 6 134 |

| 2015  | 2020  | 2022  | - | - | - | - | - | - |
| ----- | ----- | ----- | - | - | - | - | - | - |
| 6 316 | 6 238 | 6 119 | - | - | - | - | - | - |

### Enseignement
Établissements d'enseignements :

#### Maternelle
La ville de Bouillargues possède trois écoles maternelles :
- L'école maternelle publique Madeleine-Brès
- L'école maternelle privée Charles-Péguy
- L'ecole maternelle Happy Forever school

#### Élémentaire
Bouillargues possède deux écoles élémentaires :
- L'école élémentaire publique Marcel Pagnol
- L'école élémentaire privée Charles Péguy

#### Collège
- Le collège "Les Fontaines" : Le C.E.S "Les Fontaines" est le seul collège à Bouillargues. Il accueille les collégiens de Caissargues, Bouillargues et Garons.

### Santé
Professionnels et établissements de santé :
Plusieurs professionnels de santé sont installés à Bouillargues : 8 médecins généralistes, 6 kinésithérapeutes, 14 infirmiers, 3 dentistes, 2 orthophonistes, 1 orthoptiste, 1 opticien, 1 Cancérologue et une clinique (Clinique "La Camargue").

### Manifestations culturelles et festivités

#### Salon du livreLire en Costière
Chaque fin d'année, Bouillargues organise une manifestation qui a pour nom Lire en Costière. La première édition a eu lieu en septembre 2012. Le thème fut la romanité. Cette édition a connu un indéniable succès. Françoise Lacassagne, adjointe à la culture, à qui l'on devait cette initiative, a reçu en retour, de la part les exposants et du public de nombreuses félicitations. En une journée, grâce à cet événement, Bouillargues s'est créée une réputation tant pour la qualité du programme, du choix des professionnels invités ou encore de l'organisation et de l'accueil.
Lors de la première édition, le dimanche 30 septembre 2012, des visiteurs le plus souvent en famille, ont circulé entre les stands tenus par des libraires venus de Nîmes, Alès, Aigues-Mortes et Frontignan, des éditeurs régionaux, un bouquiniste et une douzaine d'auteurs indépendants dont Olivier Pince, le jeune auteur Bouillarguais. Le thème avait été élargi jusqu'à ce jour pour pouvoir proposer en cultures et traditions, un panel d'ouvrages de la région : œuvres générales, romans, biographies, recueils de poésie, livres d'art et pour enfants, BD, mangas. Acta, spécialiste d'histoire vivante a mis le public en immersion en proposant un atelier-école de gladiateurs pour les plus jeunes, le maire Maurice Gaillard a salué l'initiative autour de la lecture « moyen d'accéder au savoir, à la réflexion et au rêve ».

#### Festival du cinéma camarguaisCostière attitude
Dans le cadre de ce festival, la commune de Bouillargues s’attache à faire découvrir ou redécouvrir des œuvres cinématographiques ayant trait à la Camargue : courts et longs métrages, muets accompagnés de musiciens, conférences, débats.. Le tout dans une ambiance festive et traditionnelle, sur la piste des arènes. Ce festival a pour vocation de développer la culture à Bouillargues dans des lieux propices à l’échange et à la diffusion. Cinéma, opéra, littérature sont représentées chaque année sur les terres du marquis de Baroncelli.

### Sports
- Le club de handball féminin, le « Bouillargues HNM », est composé de plusieurs équipes dont la première évolue actuellement en Championnat de France de deuxième division, mais elle a déjà évolué première division et joué aussi la Coupe d'Europe par le passé. Le BHNM organise chaque année le Férihand tournoi sur herbe lors du week-end de Pentecôte.
- L'USB (Union Sportive de Bouillargues) est le club de football de la ville. Il organise chaque année depuis 1975 le tournoi international de Pâques pour les moins de 17 ans, au stade « Claude-Bordas ». On y retrouve notamment des équipes italiennes, suisses et les amis allemands du FC Rautheim. L'équipe fanion évolue actuellement en première division de district sous la direction du président Michel Boulet.
- La pétanque est aussi pratiquée à Bouillargues, au boulodrome de la ville : « La Boule Bouillarguaise » où tous les passionnés se retrouvent pour disputer des coupes (bouillarguaise et gardoise). La famille Poveda étant précurseure de cette pratique à la fois ancestral et novatrice.
- À Bouillargues, il y a deux centres équestres : le Centre Équestre Mijanda et le poney club du Grand Clary.
- La course camarguaise est également pratiquée dans les arènes « André Dupuis » de Bouillargues avec notamment l'école taurine entraînée par Claude Dumas qui forme les jeunes razeteurs.

### Cultes
- Culte catholique, Ensemble paroissial de Bouillargues[42], Diocèse de Nîmes.

## Économie

### Revenus
En 2018  (données Insee publiées en septembre 2021), la commune compte 2 605 ménages fiscaux, regroupant 6 406 personnes. La médiane du revenu disponible par unité de consommation est de 22 710 € (20 020 € dans le département). 54 % des ménages fiscaux sont imposés (43,9 % dans le département).
Chiffres clés Revenus et pauvreté des ménages en 2021 : médiane en 2021 du revenu disponible, par unité de consommation : 24 000 €.

### Emploi
|                | 2008   | 2013  | 2018  |
| -------------- | ------ | ----- | ----- |
| Commune        | 6,7 %  | 9,6 % | 8,1 % |
| Département    | 10,6 % | 12 %  | 12 %  |
| France entière | 8,3 %  | 10 %  | 10 %  |

En 2018, la population âgée de 15 à 64 ans s'élève à 3 810 personnes, parmi lesquelles on compte 77,5 % d'actifs (69,4 % ayant un emploi et 8,1 % de chômeurs) et 22,5 % d'inactifs,. Depuis 2008, le taux de chômage communal (au sens du recensement) des 15-64 ans est inférieur à celui de la France et du département.
La commune fait partie de la couronne de l'aire d'attraction de Nîmes, du fait qu'au moins 15 % des actifs travaillent dans le pôle,. Elle compte 1 434 emplois en 2018, contre 1 343 en 2013 et 1 236 en 2008. Le nombre d'actifs ayant un emploi résidant dans la commune est de 2 686, soit un indicateur de concentration d'emploi de 53,4 % et un taux d'activité parmi les 15 ans ou plus de 57,2 %.
Sur ces 2 686 actifs de 15 ans ou plus ayant un emploi, 457 travaillent dans la commune, soit 17 % des habitants. Pour se rendre au travail, 87,7 % des habitants utilisent un véhicule personnel ou de fonction à quatre roues, 3,3 % les transports en commun, 6,4 % s'y rendent en deux-roues, à vélo ou à pied et 2,6 % n'ont pas besoin de transport (travail au domicile).

### Activités hors agriculture

#### Secteurs d'activités
601 établissements sont implantés  à Bouillargues au 31 décembre 2019. Le tableau ci-dessous en détaille le nombre par secteur d'activité et compare les ratios avec ceux du département,.
| Secteur d'activité                                                                                        | Commune | Commune | Département |
| Secteur d'activité                                                                                        | Nombre  | %       | %           |
| --- | ------- | ------- | ----------- |
| Ensemble                                                                                                  | 601     | 100 %   | (100 %)     |
| Industrie manufacturière, industries extractives et autres                                                | 52      | 8,7 %   | (7,9 %)     |
| Construction                                                                                              | 108     | 18 %    | (15,5 %)    |
| Commerce de gros et de détail, transports, hébergement et restauration                                    | 143     | 23,8 %  | (30 %)      |
| Information et communication                                                                              | 18      | 3 %     | (2,2 %)     |
| Activités financières et d'assurance                                                                      | 17      | 2,8 %   | (3 %)       |
| Activités immobilières                                                                                    | 27      | 4,5 %   | (4,1 %)     |
| Activités spécialisées, scientifiques et techniques et activités de services administratifs et de soutien | 110     | 18,3 %  | (14,9 %)    |
| Administration publique, enseignement, santé humaine et action sociale                                    | 76      | 12,6 %  | (13,5 %)    |
| Autres activités de services                                                                              | 50      | 8,3 %   | (8,8 %)     |

Le secteur du commerce de gros et de détail, des transports, de l'hébergement et de la restauration est prépondérant sur la commune puisqu'il représente 23,8 % du nombre total d'établissements de la commune (143 sur les 601 entreprises implantées  à Bouillargues), contre 30 % au niveau départemental.

#### Entreprises et commerces
Les cinq entreprises ayant leur siège social sur le territoire communal qui génèrent le plus de chiffre d'affaires en 2020 sont : 
- Compagnie Mediterraneenne D'espaces Verts Exploitation - CMEVE, services d'aménagement paysager (23 665 k€)
- Domolec SARL, commerce de gros (commerce interentreprises) de matériel électrique (5 059 k€)
- Abtel SARL, gestion d'installations informatiques (2 189 k€)
- Sud Applications, agencement de lieux de vente (1 924 k€)
- Atoo, programmation informatique (1 826 k€)

### Agriculture
La commune est dans la « Plaine Viticole », une petite région agricole occupant le  sud-est du département du Gard. En 2020, l'orientation technico-économique de l'agriculture  sur la commune est la polyculture et/ou le polyélevage.
|               | 1988  | 2000 | 2010 | 2020 |
| ------------- | ----- | ---- | ---- | ---- |
| Exploitations | 94    | 68   | 64   | 37   |
| SAU (ha)      | 1 292 | 855  | 675  | 816  |

Le nombre d'exploitations agricoles en activité et ayant leur siège dans la commune est passé de 94 lors du recensement agricole de 1988  à 68 en 2000 puis à 64 en 2010 et enfin à 37 en 2020, soit une baisse de 61 % en 32 ans. Le même mouvement est observé à l'échelle du département qui a perdu pendant cette période 61 % de ses exploitations,. La surface agricole utilisée sur la commune a également diminué, passant de 1 292 ha en 1988 à 816 ha en 2020. Parallèlement la surface agricole utilisée moyenne par exploitation a augmenté, passant de 14 à 22 ha.

## Culture locale et patrimoine

### Édifices civils

#### Château de Bouillargues
Est appelé ainsi le bâtiment où se trouve l'actuelle mairie de Bouillargues. Les premières traces de son histoire se trouvent dans les notes des délibérations du 11 mars 1954 présidées par le maire, Étienne Velay.
Séance du 11 mars 1954 : Le maire donne lecture au conseil municipal d'une lettre par laquelle M. Astier, ancien entrepreneur de travaux publics à Bouillargues, propose à la commune de lui vendre la propriété dite « château de Bouillargues », moyennant le prix de neuf millions de francs. La propriété a une superficie de 28 000 m2 environ, au lieu-dit le Village.
Elle se compose :
- d'une vigne jeune, mal entretenue,
- d'un parc planté d'arbres de diverses essences, ayant beaucoup souffert de l'occupation allemande,
- d'un vaste bâtiment au milieu du parc, en pierres de taille, avec au rez-de-chaussée sur cave, deux étages et mansardes,
- d'une deuxième en briques rouges et pierres de taille (3 pièces au rez-de-chaussée, 3 pièces à l'étage, avec dépendance en bon état (*serre, volières, etc.)),
- d'ne grande bergerie voûtée.

L'ensemble a été acquis par acte de maître Lamau, notaire à Nîmes, le 21 décembre 1948, moyennant la somme de 1 500 000 francs, dont 1 100 000 francs, payés à madame de Gardanne Marie comtesse veuve, née Massip de Bouillargues. (table des comptes de la matrice 3 P 656, A.D de Nîmes).
Pour convaincre le bien fondé d'acheter cette propriété, voici les arguments d'Étienne Velay :
- L'école publique est installée dans un bâtiment beaucoup trop étroit pour recevoir les 200 élèves. L'acquisition des immeubles considérés permettrait :
  - de grouper toutes les classes au rez-de-chaussée,
  - de loger au 2e étage et dans la bâtisse en brique, presque tout le personnel enseignant,
  - de transférer les services municipaux au 1er étage du bâtiment principal,
  - d'installer dans l'immeuble la mairie et le bureau de poste.
- De mettre le grand parc à la disposition des élèves aux heures des récréations, ainsi qu'à la population plusieurs jours par semaine.

Séance du 7 juillet 1954
Réponse du Directeur des Domaines :
Selon ses estimations, le prix du « château de Bouillargues » doit être situé entre 4,5 et 5 millions.
Séance du 11 décembre 1956 : Au sujet de l'acquisition du « château de Bouillargues », madame veuve Astier fait savoir au maire qu'elle était déjà en pourparlers avec un organisme dénommé "l'OTAN". Pour poursuivre les négociations, celle-ci demande 11 millions de francs, avec en sus la bergerie qui n'était pas prévue initialement, ainsi que les dépendances immédiates. Elle demande aussi la jouissance de la bâtisse en brique rouge dite "maison du jardinier" jusqu'à la fin de ses jours, avec sa sœur madame Boiral.
Séance du 15 janvier 1957 : 11 millions de francs sont empruntés à la Caisse d’Épargne et à la Caisse des Dépôts et Consignations pour l'acquisition du « château de Bouillargues ».
Séance du 15 octobre 1957 : Le préfet autorise l'achat du « château ». Le 10 octobre 1957 (à 11h) a été procédé à l'adjudication sur saisie aux enchères du « château ». Par la personne de Maître Chazel, la commune a été déclarée adjudicataire pour la somme de 8 050 000 francs (sauf surenchère).
Séance du 6 novembre 1957 : La commune devient propriétaire définitif du « château Astier » pour la somme de 8 millions 50 000 francs sans les frais qui s'élèvent à 1 million (frais de procédure d'adjudication et honoraires du notaire).

#### La mairie
Après quelques travaux de rénovations intérieures du "château", des murs extérieurs et des portails du parc, le bâtiment principal a servi d'école maternelle. (2 classes maternelles). Le 6 juillet 1977, sous l'impulsion de monsieur André Dupuis, maire à cette époque, la municipalité décide de rénover le "château" pour installer la mairie en mai 1978. On y trouvait au rez -de-chaussée un bureau pour le secrétariat, un bureau pour le secrétaire général, un pour les gardes, un pour le syndicat d'adduction d'eau et un local réservé au cadastre. Une pièce indépendante était réservée pour la consultation des nourrissons avec un bureau pour le docteur, pièce qui servait aussi de salle de réunion. Au premier étage, se situaient le bureau du maire, un autre pour les adjoints et la salle du conseil municipal.

#### Le vieux lavoir
Cette fontaine, reconstruite en 1803, est le rendez-vous de tous les promeneurs. Elle est connue sous le nom de la font. Font est le nom occitan et catalan pour « fontaine, source ».

### Édifices religieux

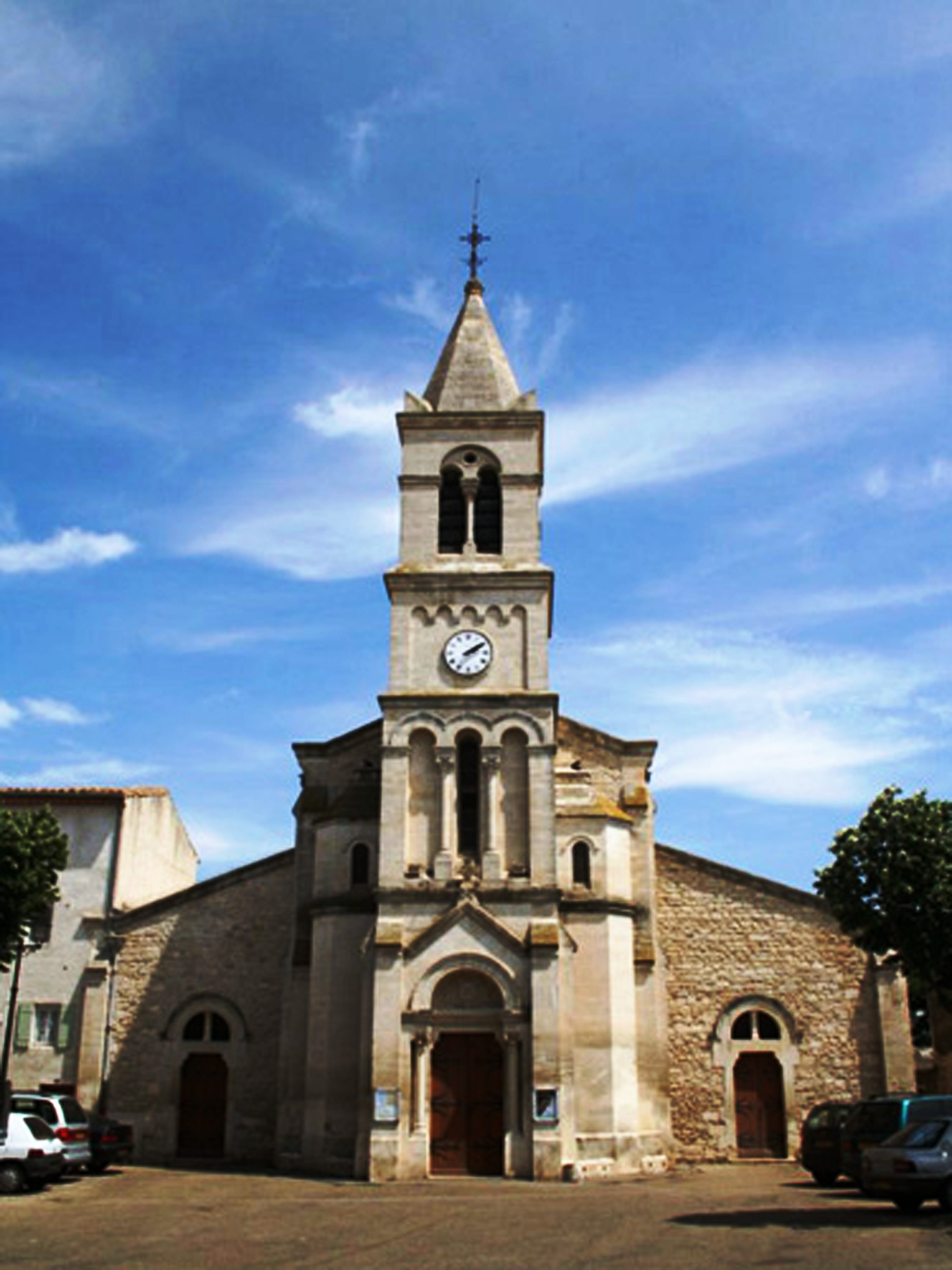
Façade de l'église.
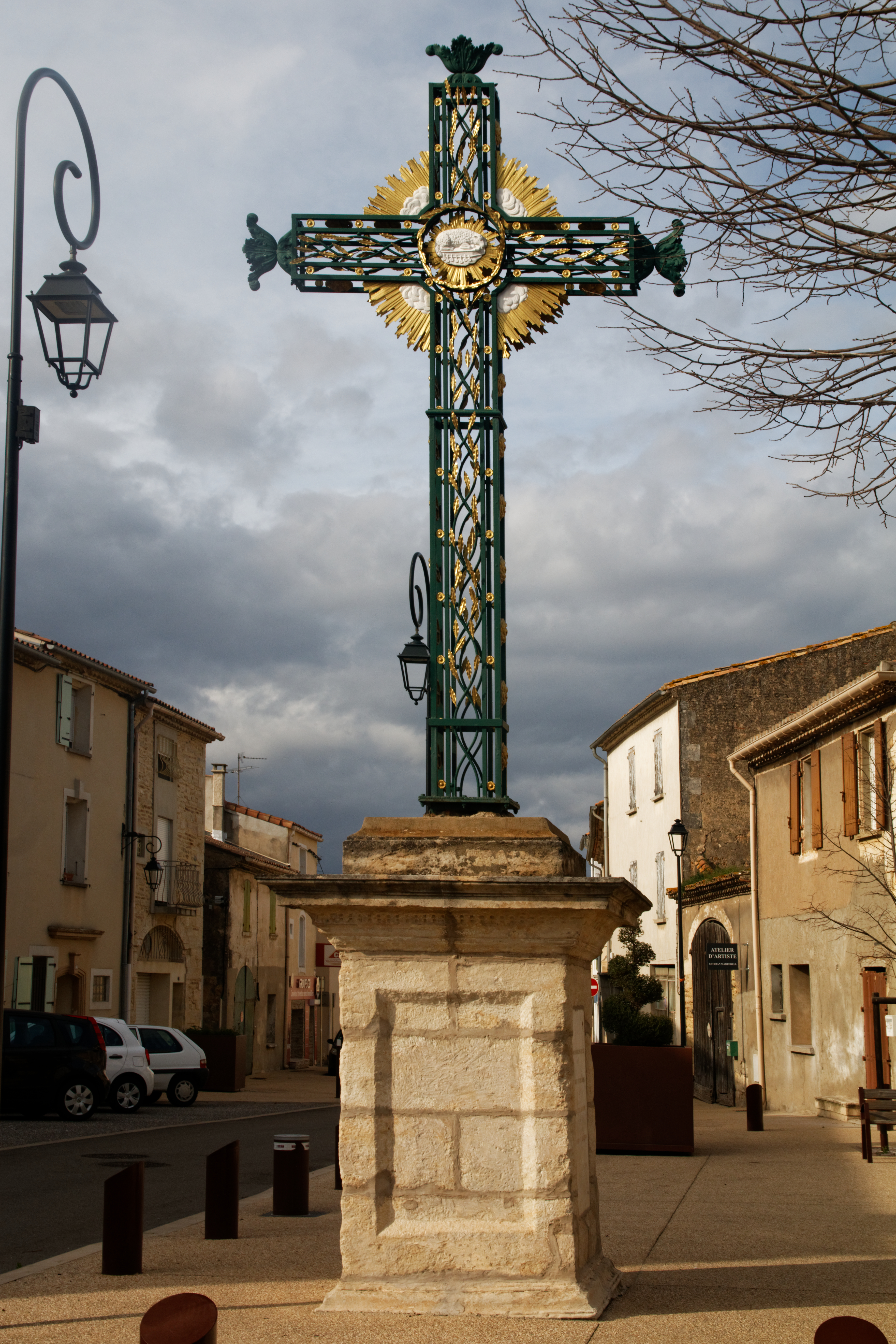
Croix de Mission 1845, œuvre du maître serrurier Auguste Lachize.
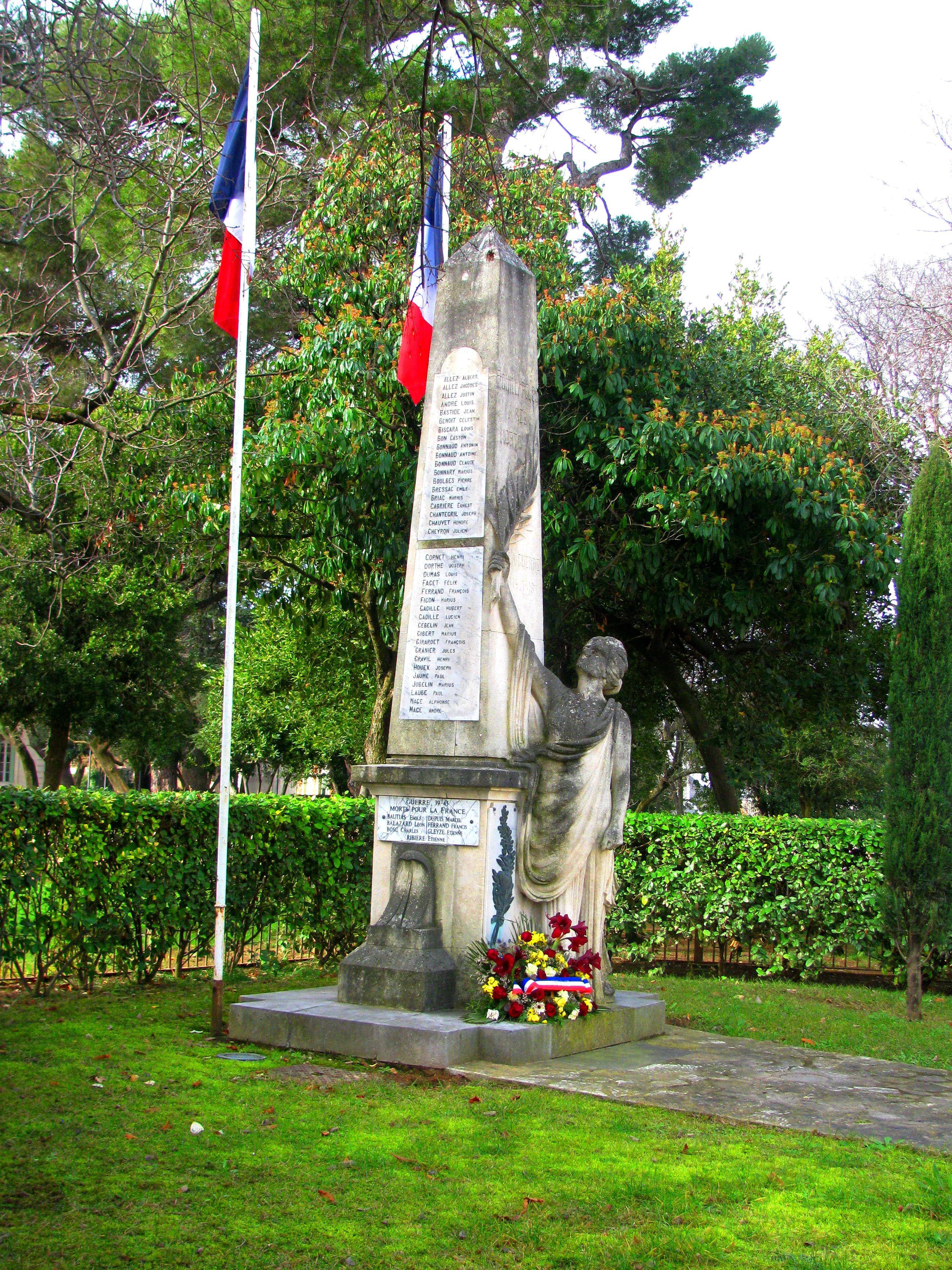
Monument aux morts.

#### L'égliseSaint-Félix
Selon Léon Ménard, les textes situent la construction de la première église de Bouillargues vers 1156. Elle sera ravagée en même temps que la ville, pendant la guerre des Albigeois en 1167. En 1575, l’église sera ruinée pendant la guerre de religion, puis reconstruite en 1654 avant d'être à nouveau incendiée en janvier 1703 par des Camisards.
Agrandie et reconstruite à neuf sous l'administration de l'abbé Carle en 1843, le clocher de l'église, enrichi d’une cloche, don de madame la baronne de Labaume, fut surmonté par la croix le 14 août 1845. L'église sera achevée en 1890 par le curé Souchard et sera consacrée par l'évêque Gilly en 1892. Le 27 février 1887 à la suite des secousses d’un tremblement de terre, le clocher se fissure.
Patrimoine mobilier :
Verrières.
Il existe, au centre du chœur de l'église, une Vierge à l’Enfant en bois peint et doré, du XVIIIe siècle, statue offerte par la famille Pitot, ancien propriétaire de la maison qui est l'actuelle poste du village.
Tableau ex-voto : Apparition de la Vierge à l'Enfant au scapulaire à saint Simon Stock et sainte Thérèse d'Avila.
Le calice que le prêtre utilise pour les fêtes, a été offert par l'impératrice Eugénie, épouse de Napoléon III.
Thabor ou socle.
Statue Saint Félix.
Lustre d'église à 10 bougies.

#### La croix de mission
Sur la place de l'église nous trouvons une grande croix dite Croix de Mission. Cette croix fut confectionnée par M. Faucon, maître serrurier à Beaucaire. Le piédestal a été fait par M. Auguste Lachize et M. Raymond Mourier, maîtres maçon à Bouillargues. Le 10 août 1845 a eu lieu l'installation de la croix sur la place de l'Église, en présence de toute la population du village, mais aussi des fidèles accourus de Nîmes, de Bellegarde, Manduel, Garons et des environs au nombre de dix mille. La cérémonie a été présidée par M. Privat, chanoine de la cathédrale de Nîmes, invité par M. Carle curé. Cette journée fut précédée par une retraite de 8 jours donnée par les pères Valgalier et Martin.

#### Monument de la Vierge
La Vierge Marie couronnée écrasant un serpent sur demi sphère ; ornement à forme végétale.

#### Monument aux morts
- Monument aux morts de la Grande guerre 1914-1918[61],[62].

### Patrimoine environnemental
Le Parc de l’Hôtel de Ville où a été installée une fontaine, œuvre de la sculptrice Paule Pascal, qui a longtemps vécu à Bouillargues.

### Personnalités liées à la commune
- Mallory Ode (1987) joueur et membre actif du club de football local l'US Bouillargues jusqu'en 2016,et son départ dans la Haute-Loire.
- Madeleine Brès née Gebelin (1842-1921) : Née à Bouillargues (Gard), morte à Montrouge (Hauts-de-Seine). Elle fut la première femme médecin de France. Fille d’un charron de Bouillargues, mariée à 15 ans, bachelière en candidate libre, universitaire avec l’assentiment de l’impératrice Eugénie, docteur en médecine avec 4 enfants, elle se dévouera, en tant que précurseur, à la médecine de la femme et de l’enfant pendant 50 ans avant de finir aveugle, pauvre et oubliée.
- Le comte Joseph de Gourcy propriétaire à Bouillargues, dresseur de chevaux pour l'Armée Française, s'engagea volontairement comme lieutenant pour la durée de la guerre en 1914 où il reçut la croix de guerre et la Légion d'honneur.
- Michel Pons (1864-1934) : Né à Bouillargues, mort à Nîmes. Homme d'équipe à la PLM, nommé à Paris. Devint restaurateur. Membre du Félibrige de Paris. Fut candidat à l'Académie française où il eut la voix de Maurice Barrès. Revenu dans le Gard, membre de l'Académie de Nîmes… (Ivan Gaussen, Poètes et prosateurs du Gard en langue d'Oc, 1962).
- Jacques de Baroncelli (1881-1951) : Né à Bouillargues, le 25 juin 1881, cinéaste français des années 1910 à la fin des années 1940.
- Roger Gal (1906-1966).
- André Dupuis (1923-2004) : Capitaine de la Nacioun gardiano de 1990 à 2004.

## Héraldique
| Blason de Bouillargues | Blason  | Taillé, au premier de gueules à la croix cléchée, vidée et pommetée de douze pièces d'or (croix occitane), au second d'or au trident de gardian soudé d'argente. |
| Blason de Bouillargues | Détails | |